# Dysstroma insolida
Dysstroma insolida là một loài bướm đêm trong họ Geometridae.